# Липка, Роберт Стефен
Роберт Стефен Липка (англ. Robert Stephan Lipka, 15 июня 1946, Нью-Йорк — 5 июля 2013) — мелкий клерк в АНБ, агент советской разведки с 1964 по 1974 год.
Устроился на работу в АНБ. Хотя уволился в 1967 году, только в 1974 году он закончил передавать КГБ секретные документы.
Пресса США отметила схожесть Липки с неназванным персонажем книги Калугина «Первое управление. Тридцать два года в разведке», изданной в 1994 году. Хотя Калугин отрицал, что его книга может помочь найти бывшего агента, как отмечает Борис Анин, именно книга могла стать недостающим элементом расследования. 23 февраля 1996 года Липка был арестован.
По мнению полковника Управления «К» ПГУ КГБ СССР Александра Соколова, выявить и задержать Липку, «который 10 лет работал на советскую разведку», ЦРУ смогло исключительно благодаря Калугину.